# .arpa
نام دامنه آرپا (به انگلیسی: arpa) یک دامنه سطح بالا در سامانه نام دامنه اینترنت می‌باشد، که صرفاً برای مقاصد زیربنایی فنی استفاده می‌شد. در حالیکه اصل نام آن برای نمایندگی پروژه‌های تحقیقاتی پیشرفته (به انگلیسی: Advanced Research Projects Agency) (بطور خلاصه ARPA) که سازمانی تأسیس یافته در ایالات متحده و پیشروی توسعه در اینترنت (ARPANET) بود، اما هم‌اکنون نام آن مخفف عبارت محدوده متغیرهای آدرس و مسیریابی (به انگلیسی: Address and Routing Parameter Area) می‌باشد.
آرپا دارای ۶ زیردامنه، شامل حوزه‌های پاسخ برگشتی نام دامنه in-addr.arpa و ip6.arpa به ترتیب برای پروتکل اینترنت نسخه ۴ و پروتکل اینترنت نسخه ۶ می‌باشد.

## دامنه‌های سطح‌دو
- e164.arpa
- in-addr.arpa
- ip6.arpa
- iris.arpa
- uri.arpa
- urn.arpa[۲]